# Asteia nitida
Asteia nitida är en tvåvingeart som beskrevs av Oswald Duda 1927. Asteia nitida ingår i släktet Asteia och familjen smalvingeflugor. Inga underarter finns listade i Catalogue of Life.